# Обрицберг-Руст
Обрицберг-Руст (нем. Obritzberg-Rust) — ярмарочная коммуна (нем. Marktgemeinde) в Австрии, в федеральной земле Нижняя Австрия. 
Входит в состав округа Санкт-Пёльтен.  Население составляет 2252 человека (на 31 декабря 2005 года). Занимает площадь 41,51 км². Официальный код  —  31930.

## Политическая ситуация
Бургомистр коммуны — Андреас Докнер (АНП) по результатам выборов 2005 года.
Совет представителей коммуны (нем. Gemeinderat) состоит из 21 места.
- АНП занимает 12 мест.
- местный список: 5 мест.
- СДПА занимает 3 места.
- Зелёные занимают 1 место.